# 瓦礫の下の医療
瓦礫の下の医療（がれきのしたのいりょう、英: confined space medicine, CSM）とは、地震や事故などの災害現場で、崩れた家や岩などで挟まれた人を救出する災害医療の一つである。1990年代の初めに米国で生まれた言葉。倒壊した建築物などに閉じ込められている生存者に対し、救急搬出前にその場で治療を行う。クラッシュ症候群の防止などに効果があるとされている。救急車で運ばれて来る負傷者を待ち受ける救急医療と違い、現場に出向いて、悪条件下の現場で救命治療を行う医師、看護師チームには、特別な器具類や訓練が必要である。閉じ込められている場所に水や毛布を差し入れたり、動けない負傷者には必要な点滴や酸素吸入、応急手当てなどをする。2005年4月、兵庫県尼崎市で起きたJR福知山線脱線事故で注目を浴びた。